# Assemblée nationale (Burkina Faso)
Pour les autres articles nationaux ou selon les autres juridictions, voir Assemblée nationale.
Assemblée actuellement dissoute
Bâtiment du parlement
L'Assemblée nationale est l'organe législatif monocaméral du Burkina Faso.
L'assemblée est actuellement dissoute et remplacée provisoirement par l'Assemblée législative de transition.

## Système électoral
L'Assemblée nationale est dotée de 127 sièges pourvus pour cinq ans à la proportionnelle. 111 sièges sont ainsi à pourvoir au scrutin proportionnel plurinominal avec liste fermée dans 45 circonscriptions plurinominales de 2 à 9 sièges, tandis que les 16 autres le sont selon le même système mais au niveau d'une unique circonscription nationale. Après décomptes des voix, les différents sièges sont répartis sur la base du quotient simple, selon la méthode dite du plus fort reste, qui avantage les petit partis.

## Histoire
La colonie de Haute Volta a été créée en 1919. De 1919 à 1932, alors que la colonie voltaïque vivait la première phase de son histoire, elle a été directement administrée à partir de Paris, du ministère de la Marine puis des Colonies comme tous les autres territoires de l’Afrique-Occidentale française (AOF). Le relais en était le gouvernorat général de l’AOF à Dakar.
Après le démembrement qui a duré de 1932 à 1946, la Haute-Volta reconstituée est dotée de sa première structure représentative, sur la base du décret (no) 46-2375 du 25 octobre 1946 portant création d’assemblées territoriales en Afrique-Occidentale française. La Haute-Volta est reconstituée par la loi du 4 septembre 1947. La loi du 31 mars 1948 crée le Conseil général de Haute-Volta.
Les représentants de la colonie forment deux collèges qui élisent les conseillers. Le premier collège comprend les citoyens français, le deuxième les sujets français.
Le premier Conseil général dure de 1948 à 1952. Il est présidé successivement par Georges Konseiga, Christophe Kalenzaga, Pierre Bernard, Guillaume Ouedragogo et Bernard Tibo Ouedragogo.
Le deuxième Conseil général va de 1952 à 1958. Il est fondé sur deux lois successives : la loi (no) 52-130 du 6 février 1952 relative à la formation des assemblées locales d’AOF et du Togo, et d’AEF, du Cameroun et de Madagascar, et la loi no 57460 relative aux assemblées territoriales. En sont successivement présidents : Joseph Ouedraogo, Mathias Sorgho, Yalgado Ouedraogo, Boni Nazi et Laurent Bandaogo.
C’est en 1958 (loi (no) 223-58/AT du 11 décembre 1958) que par délibération, l’Assemblée territoriale se transforme en Assemblée constituante et législative.

### IreRépublique (1960-1966)
La Première République, fondée sur la constitution du 9 novembre 1960, dure de 1960 à 1966. Elle connaît deux législatures : la première de 1959 à 1965 et la deuxième à partir du 7 novembre 1965, interrompue par un coup d’État le 3 janvier 1966.
Le régime est présidentiel : le chef de l’État ne peut dissoudre l’Assemblée nationale. Le parlement est monocaméral, et un seul parti, le RDA y siège. De 1960 à 1965, le président de l’Assemblée nationale est Begnon Damien Kone.

### IIeRépublique (1970-1974)
Sous la Deuxième République, du 29 juin 1970 au 8 février 1974, la législature est de cinq ans. À l’Assemblée nationale qui comprend cinquante sept députés, siègent le Rassemblement démocratique africain, RDA (37 députés), le Parti du regroupement africain, PRA (12 députés), le MLN, (6 députés), et l’Union des indépendants de Kaya, UNI (2 députés). Le mandat parlementaire est gratuit et les députés ne perçoivent donc pas d’indemnités sauf durant les sessions. Chaque député conserve son activité professionnelle. Le régime est parlementaire : le Premier ministre est élu par l’Assemblée nationale à la majorité absolue sur proposition du chef de l’État, et le gouvernement est responsable devant elle. Le président de l’Assemblée nationale est Joseph Ouedraogo du RDA. Un nouveau coup d’État met fin à la deuxième République le 8 février 1974.

### IIIeRépublique (1977-1980)
Les élections législatives d’avril 1978 ouvrent la voie à la Troisième République. Instituée par la Constitution du 13 décembre 1977, elle dure jusqu’au 25 novembre 1980. La durée de la législature demeure cinq ans et le nombre de députés est maintenu à cinquante sept. Le Parlement est toujours constitué d’une seule Chambre : l’Assemblée nationale.
Y siègent :
- le RDA : 28 députés ;
- le PRA : 6 députés ;
- l’UNI : 1 député ;
- l’UNDD : 13 députés ;
- l’UPV : 9 députés.

Le régime reste parlementaire. Le président de l’Assemblée nationale assure l’intérim du président de la République en cas d’interruption de son mandat. Le chef du Parlement est Gérard Kango Ouedraogo du RDA.

### Putsch militaire (1980-1991)
La Troisième République est interrompue par un putsch militaire le 25 novembre 1980. Pendant douze ans, de 1980 à 1992, il n’y aura plus de parlement au Burkina Faso.

### IVeRépublique (1992-)
À la suite de l’adoption d’une nouvelle constitution, celle du 11 juin 1991, la vie parlementaire reprend. Les élections législatives ont lieu en mai 1992. La première législature de la Quatrième République démarre le 17 juin 1992. La deuxième législature intervient en juin 1997. Le régime est semi-présidentiel : le gouvernement est responsable à la fois devant l’Assemblée nationale et le président du « Faso ».
La durée d'une législature est de cinq ans. Une innovation intervient : le Parlement est bicaméral et comprend, outre l’Assemblée nationale qui exerce les fonctions législatives, la Chambre des représentants ou « Deuxième Chambre » au statut consultatif. Le bicaméralisme est fortement inégalitaire. Le président de l’Assemblée nationale est le président du Parlement.

#### Irelégislature (1992-1997)
Sous la première législature, les députés sont au nombre de 107.
Dix partis siègent à l’Assemblée nationale :
- Organisation pour la démocratie et le progrès - Mouvement du travail (ODP-MT) : 78 sièges ;
- Convention nationale des patriotes progressistes - Parti social-démocrate (CNPP-PSD) : 12 sièges ;
- Rassemblement démocratique africain (RDA) : 6 sièges ;
- Alliance pour la démocratie et la fédération (ADF) : 4 sièges ;
- Parti africain pour l'indépendance (PAI) : 2 sièges ;
- Mouvement des démocrates progressistes (MDP) : 1 siège ;
- Mouvement des démocrates socialistes (MDS) : 1 siège ;
- Parti socialiste burkinabè (PSB) : 1 siège ;
- Rassemblement des sociaux-démocrates indépendants (RSI) : 1 siège ;
- Union des démocrates sociaux (UDS) : 1 siège.

Le Congrès pour la démocratie et le progrès (CDP), né de la fusion de l’ODP-MT et de plusieurs autres partis en février 1996, domine plus largement l’Assemblée nationale de la deuxième législature. Il y détient cent deux sièges sur cent onze. Les autres partis présents à l’Assemblée sont :
- le Parti pour la démocratie et le progrès (PDP) : 5 sièges ;
- l’Union démocratique du Faso - Rassemblement démocratique africain (UDF-RDA) : 2 sièges ;
- l’ADF-RDA : 1 siège ;
- la Convention pour la démocratie et la fédération (CDF) : 1 siège.

De 1992 à 1997, le président de l’Assemblée nationale est Bognessan Arsène Yé.

#### IIelégislature (1997-2002)
En vue de prendre en compte les revendications de la classe politique et des partenaires sociaux, l’Assemblée nationale adopte le 3 juillet 2001 un nouveau code électoral.
Aux termes des dispositions de celui-ci, les députés, toujours au nombre de 111 élus au scrutin proportionnel avec répartition des sièges restants au plus fort reste et repartis comme suit :
- 90 sièges pour les listes régionales
- 21 sièges pour la liste nationale.

Pour les listes régionales, les treize régions font office de circonscriptions électorales :
- la région de la Boucle du Mouhoun, chef-lieu Dédougou : 10 sièges ;
- la région des Cascades, chef-lieu Banfora : 2 sièges ;
- la région du Centre, chef-lieu Ouagadougou : 9 sièges ;
- la région du Centre-Est, chef-lieu Tenkodogo : 7 sièges ;
- la région du Centre-Nord, chef-lieu Kaya : 8 sièges ;
- la région du Centre-Ouest, chef-lieu Koudougou : 9 sièges ;
- la région du Centre-Sud, chef-lieu Manga : 4 sièges ;
- la région de l’Est, chef-lieu Fada N'Gourma : 7 sièges ;
- la région des Hauts-Bassins, chef-lieu Bobo-Dioulasso : 9 sièges ;
- la région du Nord, chef-lieu Ouahigouya : 8 sièges ;
- la région du Plateau-Central, chef-lieu Ziniaré : 5 sièges ;
- la région du Sahel, chef-lieu Dori : 6 sièges ;
- la région du Sud-Ouest, chef lieu Gaoua : 6 sièges.

18 partis politiques sont actuellement représentés à l’Assemblée nationale :
- Congrès pour la démocratie et le progrès (CDP) : 57 députés ;
- Alliance pour la démocratie et la fédération - Rassemblement démocratique africain (ADF-RDA) : 13 députés ;
- Parti pour la démocratie et le progrès - Parti socialiste (PDP-PS) : 10 députés ;
- Union nationale pour la démocratie et le développement (UNDD) : 6 députés ;
- Union pour la République (UPR) : 6 députés ;
- Parti africain de l'indépendance (PAI) : 5 députés ;
- Union pour la renaissance - Mouvement sankariste (UNIR-MS) : 3 députés ;
- Parti pour la concorde et le progrès (PCP) : 3 députés ;
- Parti pour la Démocratie et le Socialisme (PDS) : 2 députés ;
- Parti de la Renaissance nationale (PAREN) : 1 député ;
- Convention nationale des démocrates progressistes (CNDP) : 1 député ;
- Convention panafricaine sankariste (CPS) : 1 député ;
- Convention pour la démocratie sociale (CDS) : 1 député ;
- Convention pour la démocratie et la fédération (CDF) : 1 député ;
- Union des patriotes pour le développement (UPD) : 1 député ;
- Front démocratique sankariste (FDS) : 1 député ;
- Rassemblement des écologistes du Burkina (RDEB) : 1 député
- Rassemblement des démocrates pour le Faso (RDF) : 1 député

De 1997 à 2002, le président du Parlement durant cette législature est Mélégué Traoré.

#### IIIelégislature (2002-2007)
De 2002 à 2007, le président de l’Assemblée nationale est Roch Marc Christian Kaboré. Une révision du Code électoral, est intervenue le 27 avril 2004 par l’adoption de la loi (no) 013-2004/AN portant modification de la loi (no) 014-2001/AN du 03 juillet 2001 portant Code électoral et touchant notamment les articles 154, 155, 156 et 160 dudit Code relatifs à la circonscription électorale et à la répartition des sièges. Au sens de cette loi, le nombre de députés a été maintenu à 111. Ceux-ci sont élus à raison de 15 sur la liste nationale et de 96 sur les listes provinciales. Les 45 provinces du pays redeviennent des circonscriptions électorales en remplacement des régions.

#### IVelégislature (2007-2012)
Depuis l’adoption de la Constitution de juin 1991, plusieurs législatures se sont succédé. La IVe législature a débuté le 4 juin 2007 par l'élection des  députés, élus sous l’empire de la loi no 014/2001/AN du 3 juillet 2001 portant code électoral (modifiée par les lois no 002-2002/AN du 23 janvier 2002, no 013-2004/AN du 27 avril 2004, no 0246-2005/AN du 25 mai 2005, et no 002-2006/AN du 27 février 2006).

#### Ve législature (2012-2014)

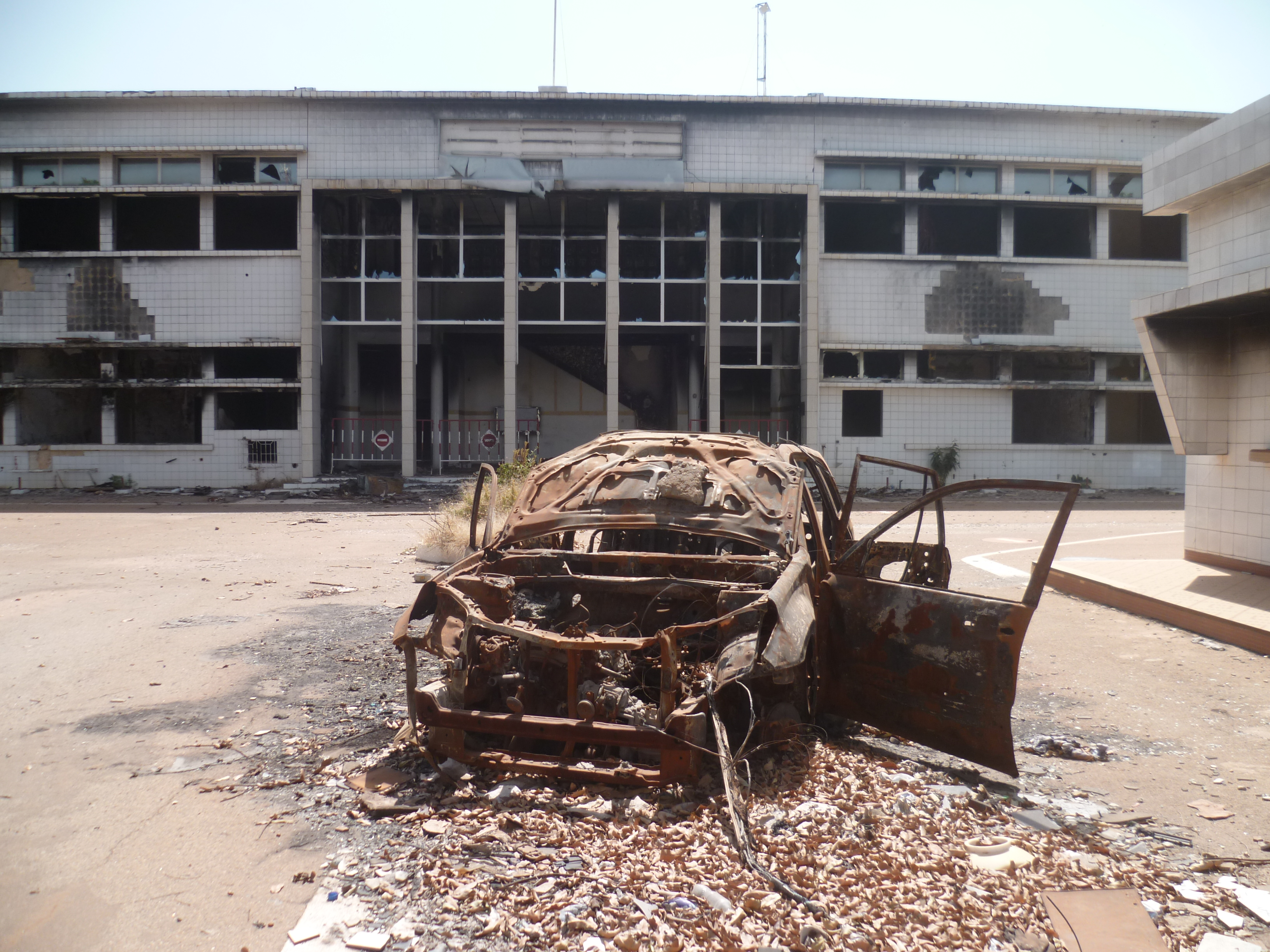
Ancien bâtiment, incendié en 2014. Une transformation en musée a été envisagée.

## Liste des présidents
| Nom | Début            | Fin               |
| --- | ---------------- | ----------------- |
| Mélégué Traoré                                                                                         | 1997             | 6 juin 2002       |
| Roch Marc Christian Kaboré                                                                             | 6 juin 2002      | 28 décembre 2012  |
| Soungalo Ouattara                                                                                      | 28 décembre 2012 | 30 octobre 2014   |
| Dissolution de l'Assemblée nationale en octobre 2014 à la suite de la deuxième révolution burkinabé    |                  |                   |
| Salif Diallo                                                                                           | 30 décembre 2015 | 19 août 2017      |
| Bénéwendé Stanislas Sankara (intérim)                                                                  | 19 août 2017     | 8 septembre 2017  |
| Alassane Bala Sakandé                                                                                  | 8 septembre 2017 | 24 janvier 2022   |
| Dissolution de l'Assemblée nationale en janvier 2022 à la suite du coup d'État de 2022 au Burkina Faso |                  |                   |
| Aboubacar Toguyeni                                                                                     | 22 mars 2022     | 30 septembre 2022 |
| Dissolution de l'Assemblée législative de la Transition à la suite du coup d'État de septembre 2022    |                  |                   |
| Ousmane Bougouma                                                                                       | 11 novembre 2022 | -                 |